# 根斯
根斯（羅馬化：Ghens，奧里亞語發音：[ɡʱẽs]) 是印度奥里萨邦西部伯尔格尔县的一个村庄，2011年人口为3,342人。它以其文化和在1857年印度民族起义中的作用而闻名。

## 地点
根斯距离地区总部伯尔格尔43公里。以及索赫拉18公里。

## 历史
此地在第一次独立战争中发挥了重要作用，当时根斯的扎明達爾马多·辛格与森伯尔布尔国王维尔·苏伦德拉·赛一起对抗英国。 :83扎明达尔家族的所有男性成员都被英国人绞死、监禁或枪杀。马多·辛格有四个儿子：哈蒂·辛格（被绞死）、 昆贾尔·辛格（被绞死）、艾里·辛格（与苏伦德拉·赛的兄弟查比拉·赛被枪杀）和拜里·辛格（英国人放火烧他休息的洞穴时，死于浓烟中窒息）。
著名的桑巴尔普里语诗人和作家哈尔达尔·纳格出生在这个村庄。